# Stemma di Melilla
Lo stemma di Melilla, una delle due Città autonome della Spagna insieme a Ceuta, è stato approvato con decreto reale da Alfonso XIII di Spagna nel 1913. 
Esso combina gli elementi presenti sullo stemma del Regno di Castiglia e su quello del Regno di León, rispettivamente il castello e il leone che si alternano in numero di otto ciascuno sulla bordura composta dello scudo centrale. Al centro dello scudo, su sfondo azzurro, sono collocati due cesti a quadri oro e rosso e colmi di serpenti verdi. Gli elementi che sostengono lo scudo centrale sono le Colonne d'Ercole sulle quali è collocato un nastro con la scritta in lingua latina Non plus ultra ("Non più oltre"). Lo scudo è timbrato da una corona, che ha come cimiero una raffigurazione di Alonso Pérez de Guzmán, detto Guzmán il Buono (1256–1309), mentre getta il coltello dal castello di Tarifa. Sulla parte superiore dello stemma vi è invece la dicitura Praeferre Patriam Liberis parentem Decet ("È decoroso collocare la patria prima dei propri figli"). Infine, alla base dello stemma, vi è un drago verde.